# Phytomyza crassiseta
Phytomyza crassiseta är en tvåvingeart som beskrevs av Zetterstedt 1860. Phytomyza crassiseta ingår i släktet Phytomyza och familjen minerarflugor. Arten är reproducerande i Sverige. Inga underarter finns listade i Catalogue of Life.